# Karácsony Kanadában
A Karácsony Kanadában (It's Christmas in Canada) a South Park című rajzfilmsorozat 111. része (a 7. évad 15. epizódja). Elsőként 2003. december 27-én sugározták az Amerikai Egyesült Államokban.

## Cselekmény
|  | Alább a cselekmény részletei következnek! |

A Broflovski család a Hanukát ünnepli, ahol a családfő, Gerald az összetartásról beszél, illetve arról, hogy semmi sem választhatja el egymástól a családtagokat. Ironikus módon ekkor látogatók zavarják meg az ünneplést, az örökbefogadott Ike vér szerinti szülei, akik magukkal akarják vinni fiukat Kanadába.
Egy törvény értelmében, melyet Kanada új miniszterelnöke hozott, minden adoptált kanadai gyermeket vissza kell vinni hazájába és ez ellen a South Park-i bíróság sem tehet semmit; ezért Ike-nak mennie kell. Bátyja, Kyle próbálja rávenni barátait, hogy segítsenek neki visszaszerezni öccsét, de ők a karácsonyi ünnepléssel vannak elfoglalva, Eric Cartman pedig kijelenti, hogy egyébként sem segítene neki.
South Park polgárai úgy döntenek, az ajándékokra szánt pénzt a letört Broflovskiéknak adományozzák. Ezt meghallva az önző Cartman durván sértegetni kezdi Kyle-t és rá akar támadni, de ő azt javasolja, verekedés helyett inkább utazzanak Kanadába és beszéljenek a miniszterelnökkel, így a lakosok pénze is megmarad. Cartman azonban figyelmezteti; ha lekésik a karácsonyt, végleg lerendezi nézeteltérését Kyle-lal.
A gyerekeket az étteremtulajdonos Tuong Lu Kim viszi el egy rozoga Cessna repülőgéppel, amely azonban meghibásodik, ráadásul a pilóta el is alszik, így zuhanni kezdenek. Tou Lu Kim ejtőernyővel kiugrik, míg a gyerekek a repülővel a földbe csapódnak, de sértetlenül megússzák az ütközést. Kanadában számos helybelivel találkoznak, beleértve Scottot, aki gyanakodva méregeti őket, mert gyűlöli a szerinte hataloméhes amerikaiakat.
Az egyetlen kanadai úton elindulva a főszereplők több olyan kanadaival is összeismerkednek, akik megsínylették az új miniszterelnök rendelkezéseit – egy Rick nevű vadőrrel, akit a törvények megfosztottak a lovától, ezért birkaháton kell közlekednie; egy névtelen francia-kanadai pantomimessel, aki többé nem ihat bort; és az újfundlandi Steve-vel, aki nem gyakorolhatja a szodómiát. Legnagyobb rémületükre Steve közli a fiúkkal, hogy végig rossz irányba mentek, de aztán egy csónakkal Ottawába viszi őket.
A parlament épületében a gyerekek találkoznak az elnökkel, aki egy hatalmas, lebegő fejre hasonlít. Bebizonyosodik, hogy egy kegyetlen diktátor, aki nem csupán a törvényei visszavonására nem hajlandó, de még Kennyt is megöli. Stan Marsh azonban észrevesz egy függönyt és felfedezi a mögötte elbúvó Szaddám Huszeint, aki a gigantikus fejet irányította. Megismerve elnökük valódi kilétét, a kanadaiak semmissé teszik a törvényeket és így Ike visszatérhet Broflovskiékhoz.
Ekkor viszont elérkezik a karácsony és a fiúk még mindig Kanadában vannak. Cartman roppant dühös lesz és provokálni kezdi Kylet, aki tétovázva megüti; Cartman ennek hatására eszeveszett módon üvölteni és sírni kezd. A kanadaiak azt tanácsolják, ünnepeljenek velük kanadai-stílusban. Stan szomorúan megjegyzi, reméli jövőre valami kalandban is lesz részük – elfelejtve, hogy éppen most éltek át egyet.

## Kenny halála
- Kennyt a magát kanadai miniszterelnöknek kiadó Szaddám Huszein egy lézersugárral lelövi. Ez Kenny első halála a 6. évadbeli Karácsony Irakban című rész végén történő visszatérése óta, valamint a 7. évad során az egyetlen.

## Utalások
- Az epizód Kanadában játszódó jelenetei során számos utalás történik az Óz, a csodák csodája című könyvre, illetve az abból készült 1939-es filmadaptációra:
  - Az egyetlen kanadai út utalás a sárga téglás útra.
  - Stan egy függöny elhúzásával leplezi le Huszeint; a könyvben Dorothy kutyája, Totó teszi ugyanezt, felfedve a valódi varázslót.
  - A helybeliek félnek a látogatóktól; az Ózban a mumpicok azt hiszik, Dorothyékat a boszorkány küldte, a sorozatban a kanadaiak pedig egy amerikai inváziótól rettegnek (egyben utalva a South Park – Nagyobb, hosszabb és vágatlan mozifilmre).
  - Amikor Scott feltűnik, a kanadaiak szétfutnak és olyan hangokat adnak ki, mint a Gonosz Nyugati Boszorkánytól rettegő mumpicok.
  - A főszereplőkhöz számos helybéli csatlakozik, hogy a Varázslóval/az új elnökkel beszéljenek.
  - Mindkét esetben egy gonosz megfigyelő tartja szemmel a főszereplőket; az Ózban egy kristálygömbbel a gonosz boszorkány, az epizódban Scott élő televíziós közvetítésen keresztül.
- Mr. Garrison azt javasolja a polgármesternek, hogy szabaduljanak meg a mexikóiaktól. Ez visszatérő geg a sorozatban, mert Garrison minden karácsonykor elmondja ugyanezt.
- A boltban több játék mellett felfedezhető az Okama Játékgömb a Törcsi – Törülke című részből.

## Érdekességek
- Az epizódot Emmy-díjra jelölték.
- A kanadaiak folyamatosan az új miniszterelnököt emlegetik; Kanada akkori elnöke, Paul Martin öt nappal azelőtt foglalta el hivatalát, hogy az epizódot levetítették.

## Külső hivatkozások
- Karácsony Kanadában a South Park Studios hivatalos honlapon (Archiválva 2008. július 31-i dátummal a Wayback Machine-ben)
- Karácsony Kanadában az Internet Movie Database oldalon (angolul)